# 3000 meter steeple

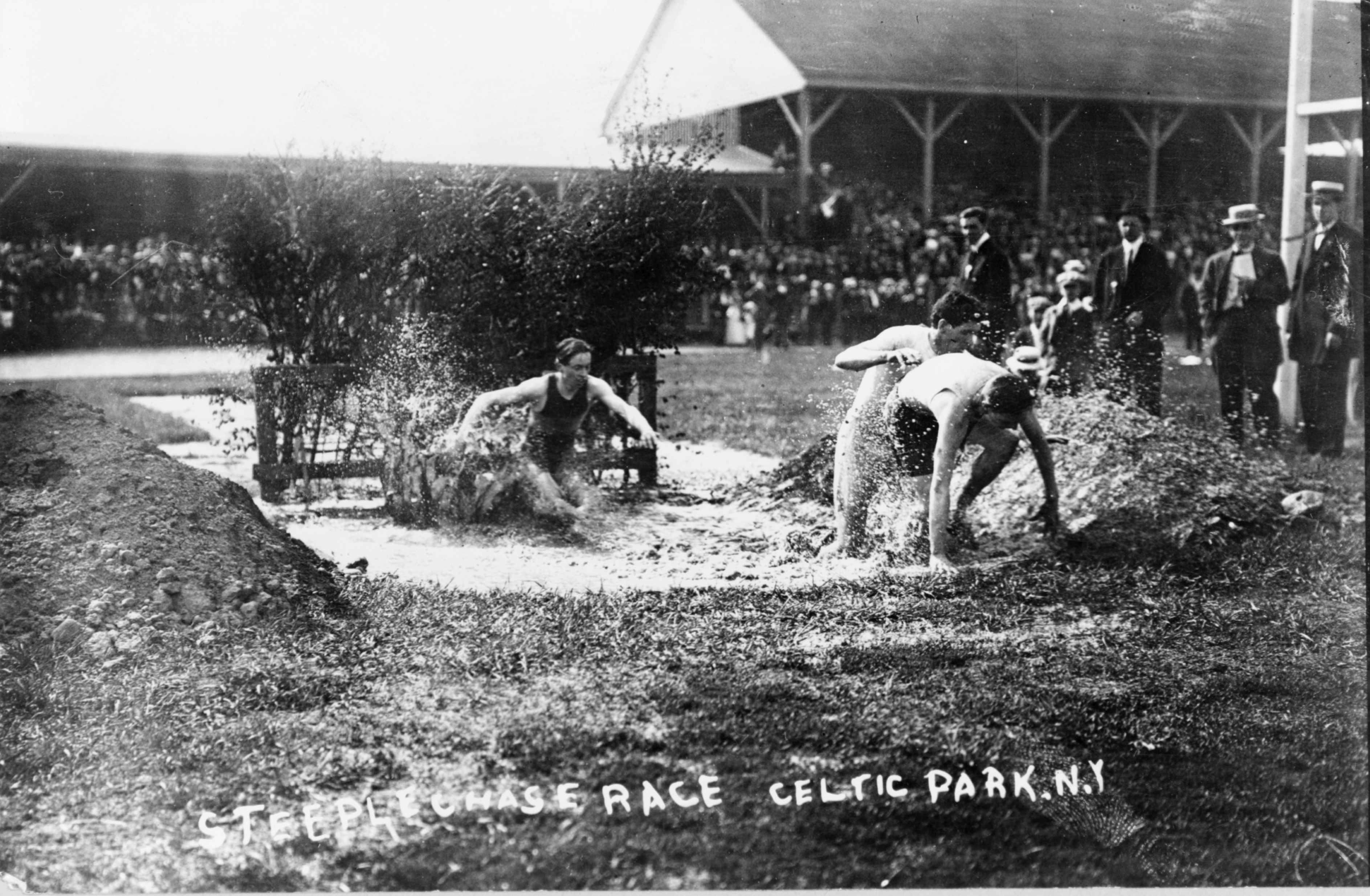
Steeplechase in 1912 in Celtic Park, New York

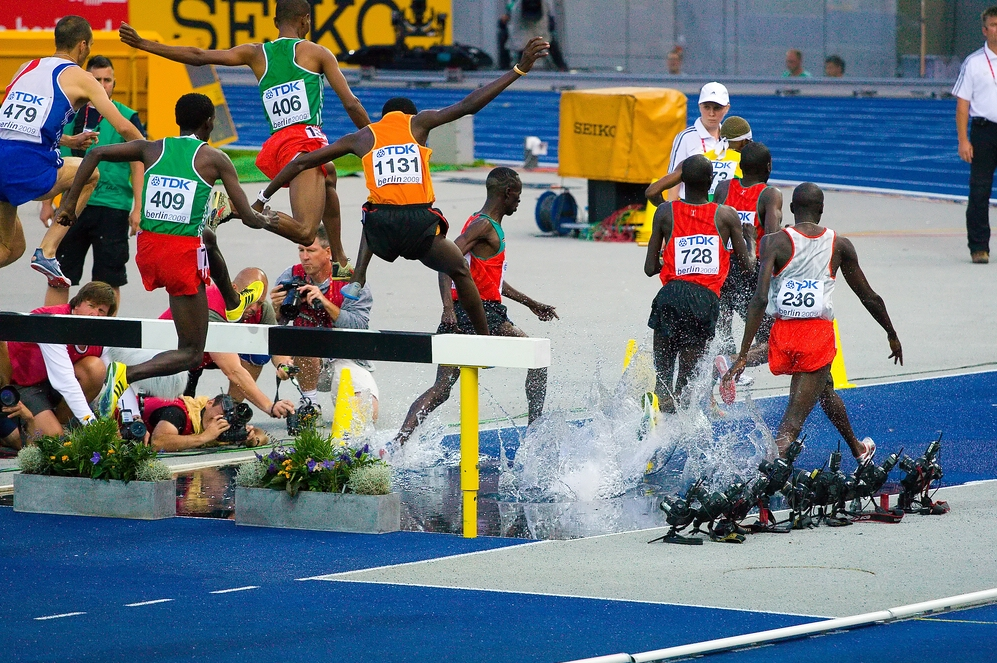
Waterbak, WK 2009

De 3000 meter steeple (ook wel hindernisloop of 3000 meter steeplechase genoemd) is een atletiekonderdeel bestaande uit een hardloopwedstrijd van 3000 meter die op een van hindernissen voorziene baan wordt gelopen. In totaal moet de loper 28 op horden gelijkende hindernissen en zeven maal een waterbak passeren.

## Geschiedenis
De 3000 meter steeple is een moderne tak van sport. Origineel werd de naam steeplechase gebruikt voor paardenraces op het platteland in Ierland. De kerktorens (steeples), die men van ver kan zien, werden daarbij als markering gebruikt. Hierbij vormden de stenen muren en grachten obstakels. De atletiekversie kent zijn oorsprong in een 2 mijl (3,2 km) lange veldloop met hindernissen die aan de universiteit van Oxford gehouden werd, en daar in 1865 werd vervangen door een hindernisloop op een vlak terrein.
Op de tweede Olympische Spelen in  Parijs (1900) werd het nummer officieel ingevoerd over de afstanden 2500 en 4000 meter. In 1904 ging de hindernisloop alleen over 2500 meter. Vier jaar later koos men als afstand twee  Engelse mijl en in 1912 werd het zelfs 8000 meter. Pas op de Spelen van Antwerpen in 1920 werd de ook nu nog geldende afstand van 3000 meter gelopen.
Tot voor kort was de steeplechase een van de weinige atletiekdisciplines die enkel door mannen werd beoefend. Op het WK atletiek in 2005 stond deze discipline bij de vrouwen voor het eerst op het programma. Pas in 2008 kreeg het ook een olympische status.

## Wedstrijdbaan en regels
Hoewel de 3000 meter steeple op een 400-meterbaan wordt gelopen, ligt de waterbak in elk geval -om technische redenen- binnen of buiten de ovaal van de baan. Dat heeft een verlenging of verkorting van de baan tot gevolg. Afhankelijk van de positie van de waterbak wordt de start gegeven tussen 20 meter voor de 200 m-startlijn (bak aan de binnenzijde van de baan) tot 50 meter voor de finishlijn (bak aan de buitenzijde van de baan). Meestal ligt de waterbak aan de binnenzijde van de baan.
De loop gaat over 3000 meter met 28 horden en zeven 'sloten'. In elke ronde van 400 meter moeten vijf hindernissen (vier balken en een balk met waterbak) genomen worden. De hindernis is een op een horde lijkende balk, die tussen de 80 en 100 kilogram weegt. De officiële hoogte voor de balken is vastgesteld op 36 inch (91,44 cm) voor mannen en 30 inch (76,20 cm)  voor vrouwen. Achter de vierde horde ligt onmiddellijk de waterbak. Deze is aan de kant van de horde maximaal 90 cm diep en loopt over een afstand van 3,66 m langzaam op tot het niveau van de baan. Aan het einde van de bak ligt een mat van zacht materiaal over de gehele breedte van de sloot.
De loper mag de hindernis op zijn eigen manier passeren. Men mag daarbij zijn handen gebruiken, met de voeten op de balk gaan staan, met een voet aanraken of er gewoon over heen springen.

## Techniek
Terwijl de techniek van hordelopen een vast pasritme vraagt, ligt dat bij de hindernisloop anders. De loper moet zijn pasritme vrijwel voortdurend wijzigen. Bij het nemen van de hindernissen speelt de hordetechniek een zeer belangrijke rol. Het los overspringen van de horden vergt uiteraard minder kracht en snelheid dan het plaatsen van de voet op de horde. Bij het passeren van de waterbak ligt dat anders. Bij het aanlopen naar de hindernis voert de atleet het tempo op om tot een lichte, maar zekere opstap van de hindernis te komen, waarna een krachtige, vlakke en verre afsprong kan volgen. Er zijn slechts zeer weinig hindernislopers, die de waterbak droog willen passeren, daarom ligt de mat ook tot anderhalve meter in het water. Het maken van een zo ver mogelijke sprong over de waterbak kost onnodig veel kracht, dit kan de loper na twee of drie ronden reeds opbreken.
Zoals bij alle lange afstandnummers is het ook bij de steeplechase belangrijk hoe men de krachten verdeelt. Een ervaren loper zal er altijd naar streven een zo constant mogelijk tempo te lopen, om ook in de laatste ronden wanneer vermoeidheidsverschijnselen gaan optreden zijn techniek te behouden. Een goede hindernisloper moet de techniek van een 400 meter hordespecialist hebben en de conditie van een vijf kilometerloper.

## Top tien aller tijden

### Snelste mannen
| Rang | Tijd    | Atleet              | Land | Datum            | Plaats  |
| ---- | ------- | ------------------- | ---- | ---------------- | ------- |
| 1.   | 7.52,11 | Lamecha Girma       | ETH  | 9 juni 2023      | Parijs  |
| 2.   | 7.53,63 | Saif Saaeed Shaheen | QAT  | 3 september 2004 | Brussel |
| 3.   | 7.53,64 | Brimin Kipruto      | KEN  | 22 juli 2011     | Monaco  |
| 4.   | 7.54,31 | Paul Kipsiele Koech | KEN  | 31 mei 2012      | Rome    |
| 5.   | 7.55,28 | Brahim Boulami      | MAR  | 24 augustus 2001 | Brussel |
| 6.   | 7.55,72 | Bernard Barmasai    | KEN  | 24 augustus 1997 | Keulen  |
| 7.   | 7.55,76 | Ezekiel Kemboi      | KEN  | 22 juli 2011     | Monaco  |
| 8.   | 7.56,16 | Moses Kiptanui      | KEN  | 24 augustus 1997 | Keulen  |
| 9.   | 7.56,68 | Soufiane El Bakkali | MAR  | 28 mei 2023      | Rabat   |
| 10.  | 7.56,81 | Richard Mateelong   | KEN  | 11 mei 2012      | Doha    |

Bijgewerkt: 11 juni 2023

### Snelste vrouwen
| Rang | Tijd    | Atleet                      | Land | Datum             | Plaats |
| ---- | ------- | --------------------------- | ---- | ----------------- | ------ |
| 1.   | 8.44,32 | Beatrice Chepkoech          | KEN  | 20 juli 2018      | Monaco |
| 2.   | 8.50,66 | Winfred Mutile Yavi         | BRN  | 16 september 2023 | Eugene |
| 3.   | 8.52,78 | Ruth Jebet                  | BRN  | 27 augustus 2016  | Parijs |
| 4.   | 8.53,02 | Norah Jeruto                | KAZ  | 20 juli 2022      | Eugene |
| 5.   | 8.54,61 | Werkuha Getachew            | ETH  | 20 juli 2022      | Eugene |
| 6.   | 8.56,08 | Mekides Abebe               | ETH  | 20 juli 2022      | Eugene |
| 7.   | 8.57,35 | Jackline Chepkoech          | KEN  | 23 juli 2023      | Londen |
| 8.   | 8.57,77 | Courtney Frerichs           | USA  | 21 augustus 2021  | Eugene |
| 9.   | 8.58,78 | Celliphine Chepteek Chespol | KEN  | 26 mei 2017       | Eugene |
| 10.  | 8.58,81 | Goelnara Samitova-Galkina   | RUS  | 17 augustus 2008  | Peking |

Bijgewerkt: 11 november 2023

## Continentale records
| Continent                | Geslacht | Prestatie    | Atleet                    | Land | Datum             | Plaats        |
| ------------------------ | -------- | ------------ | ------------------------- | ---- | ----------------- | ------------- |
| Afrika                   | M        | 7.52,11 (WR) | Lamecha Girma             | ETH  | 9 juni 2023       | Parijs        |
| Afrika                   | V        | 8.44,32 (WR) | Beatrice Chepkoech        | KEN  | 20 juli 2018      | Monaco        |
| Noord- en Midden-Amerika | M        | 8.00,45      | Evan Jager                | USA  | 4 juli 2015       | Parijs        |
| Noord- en Midden-Amerika | V        | 8.57,77      | Courtney Frerichs         | USA  | 21 augustus 2021  | Eugene        |
| Zuid-Amerika             | M        | 8.14,41      | Wander Do Prado Moura     | BRA  | 22 maart 1995     | Mar del Plata |
| Zuid-Amerika             | V        | 9.24,38      | Tatiane Da Silva          | BRA  | 11 juni 2022      | Watford       |
| Azië                     | M        | 7.53,63      | Saif Saaeed Shaheen       | QAT  | 3 september 2004  | Brussel       |
| Azië                     | V        | 8.50,66      | Winfred Mutile Yavi       | BRN  | 16 september 2023 | Eugene        |
| Europa                   | M        | 8.00,09      | Mahiedine Mekhissi        | FRA  | 6 juli 2013       | Parijs        |
| Europa                   | V        | 8.58, 81     | Goelnara Samitova-Galkina | RUS  | 17 augustus 2008  | Peking        |
| Oceanië                  | M        | 8.13,26      | George Beamish            | NZL  | 21 juli 2023      | Monaco        |
| Oceanië                  | V        | 9.14,28      | Genevieve Lacaze          | AUS  | 27 augustus 2016  | Parijs        |

Bijgewerkt tot 11 november 2023